# 八幡大橋（東陵高校）站
八幡大橋（東陵高校）站（日语：／ Hachiman-Ōhashi (Tōryō Kōkō) eki */?）是位於宮城縣氣仙沼市東八幡前，東日本旅客鐵道（JR東日本）的大船渡線BRT巴士站。
大船渡線氣仙沼站至盛站之間的鐵路服務於2020年4月1日廢止。此巴士站是在BRT化以後才設置，因此不是鐵路車站，此巴士站不會計算在JR東日本車站數目內。

## 歷史
此巴士站是氣仙沼市的請願巴士，為同市內首個新BRT車站。巴士站鄰近東陵高等學校，方便了上學學生，另外方便乘客前往商業設施購物。
- 2017年（平成29年）4月1日：巴士站啟用[2]。

## 巴士站構造
此站位於鹿折唐桑站東北方約900米。距離長部站約10.3公里。巴士站位於國道45號（於東濱街道和氣仙沼繞道路口附近）上。與宮城交通、宮交巴士、岩手縣交通「八幡大橋」位於同一巴士站位置。巴士站沒有候車室。

## 使用狀況
根據「JR東日本」，2019年度（令和元年度）1日平均乘車人次為17人。
| 乘車人次變化       | 乘車人次變化     | 乘車人次變化   |
| 年度               | 1日平均 乘車人次 | 參考資料       |
| ------------------ | ---------------- | -------------- |
| 2017年（平成29年） | 11               | [ 利用客数 2 ] |
| 2018年（平成30年） | 18               | [ 利用客数 3 ] |
| 2019年（令和元年） | 17               | [ 利用客数 1 ] |

## 巴士站周邊
- 宮城交通、宮交巴士、岩手縣交通「八幡大橋」巴士站（同一地點）
- 宮城縣道·岩手縣道34號氣仙沼陸前高田線（日语：宮城県道・岩手県道34号気仙沼陸前高田線）
- 氣仙沼鹿折郵局
- 氣仙沼市立鹿折小學
- 氣仙沼市立鹿折中學
- 氣仙沼警署（日语：気仙沼警察署）鹿折駐在所
- 東陵高等學校

## 相鄰巴士站
東日本旅客鐵道（JR東日本）
■大船渡線BRT
□快速、■普通
鹿折唐桑－八幡大橋（東陵高校）－唐桑大澤

## 注腳

### 使用狀況
1. 1 2  . 東日本旅客鐵道.   [2020-07-19]. （原始内容存档于2021-01-10） （日语）.
2. ↑  . 東日本旅客鐵道.   [2018-09-16]. （原始内容存档于2020-08-11） （日语）.
3. ↑  . 東日本旅客鐵道.   [2019-07-24]. （原始内容存档于2020-05-15） （日语）.

## 外部連結
- 車站資訊（八幡大橋（東陵高校））：東日本旅客鐵道（日語）